# Електронна платіжна система
Електронні платіжні системи, або системи електронних платежів (англ. electronic payment systems), призначені для здійснення платіжних операцій у інтернеті. За допомогою платіжної системи можна здійснювати розрахунок за товари та послуги проєктів і сервісів. Наприклад, оплачувати мобільний зв'язок, комунальні послуги, кабельне або супутникове телебачення, послуги провайдерів, покупки в інтернет-магазинах.

## Про системи
Як платіжні засоби в електронних платіжних системах використовуються електронні платіжні засоби. Всі електронні платіжні системи за способом доступу до електронного рахунку можна розділити на дві групи:
- системи, що мають вебінтерфейс для керування електронним гаманцем;
- системи, що вимагають встановлення додаткового програмного забезпечення для керування електронним гаманцем.

## Правила користування
Щоб стати учасником і користуватися послугами платіжної системи, потрібно зареєструватись і відкрити в ній електронний рахунок — електронний гаманець, що зберігає інформацію про суму коштів на рахунку користувача в даній платіжній системі.
Для того, щоб мати можливість проведення розрахункових операцій, необхідно ввести гроші в платіжну систему, інакше кажучи, поповнити електронний рахунок. Це можна зробити за допомогою банку, поштового переказу, платіжного термінала або іншим зручним способом залежно від використовуваної платіжної системи. При необхідності, електронні гроші завжди можна вивести із системи та обміняти їх на готівку.
Електронні платіжні системи дозволяють максимально спростити фінансові операції між покупцем і продавцем. Крім цього, вони сприяють розвитку електронної комерції, оскільки дозволяють здійснити операцію майже миттєво. Єдиним недоліком і головною перешкодою для більш стрімкого розвитку електронних платіжних систем як і раніше є недовіра багатьох користувачів до електронних грошей. Однак варто відзначити, що безпека електронних платежів з часом значно підвищується і шахраям усе важче отримати доступ до чужого електронного або банківського рахунку. Багато в чому безпека рахунків цілком залежить від самого власника.

## Переваги
Збільшення використання платіжних систем неминуче, оскільки вони мають дуже важливі й незаперечні переваги, такі як:
- доступність — будь-який користувач має можливість безкоштовно відкрити власний електронний рахунок;
- простота використання — для відкриття та використання електронного рахунку не потрібно яких-небудь спеціальних знань, всі наступні дії інтуїтивно зрозумілі;
- мобільність — незалежно від місця свого знаходження користувач може здійснювати зі своїм рахунком будь-які фінансові операції;
- оперативність — переказ коштів з рахунку на рахунок відбувається протягом декількох секунд;
- безпека — передача інформації ведеться з використанням SSL протоколу з кодовим ключем 128-bit або іншими криптографічними алгоритмами.

Узгодження та зміни до правил платіжної системи, платіжною організацією якої є банк або юридична особа-резиденти України здійснює Національний банк. Зареєструвати платіжну систему в Україні може будь-яка юридична особа. Відомості про реєстрацію платіжної системи вносяться в Реєстр платіжних систем, систем розрахунків, учасників цих систем та операторів послуг платіжної інфраструктури після узгодження правил цієї платіжної системи.
- українські:   EasyPay, LiqPay, iPay.ua, Простір;
- російські: WebMoney, Яндекс.Деньги, Qiwi, RBK Money, PayCash, ЮMoney
- інші платіжні системи: PayPal, Skrill, Neteller, Payoneer, Perfect Money, ChronoPay